# Hieracium benzianum
Hieracium benzianum là một loài thực vật có hoa trong họ Cúc. Loài này được Murr & Zahn mô tả khoa học đầu tiên năm 1901.